# Dragons de Verdun
Les Dragons de Verdun sont une équipe de hockey sur glace de la Ligue de hockey semi-professionnelle du Québec de Verdun à Québec, Canada.

## Historique
L'équipe est créée en 2001 à la suite du déménagement des Dragons de Saint-Laurent. Elle est dissoute en 2006.

### Saisons en LNAH
| Saison    | PJ | V  | D  | N | Pr. | Pr. | Pts | Classement               | Séries éliminatoires               |
| --------- | -- | -- | -- | - | --- | --- | --- | ------------------------ | ---------------------------------- |
| 2005-2006 | 56 | 31 | 19 | 0 | 2   | 4   | 68  | 4e place                 | Défaite en quart de finale         |
| 2004-2005 | 60 | 35 | 22 | 3 | 0   | 0   | 73  | 5e place                 | Défaite en quart de finale         |
| 2003-2004 | 50 | 36 | 12 | 1 | 0   | 1   | 74  | 1e place, division Ouest | Vainqueur de la Coupe Futura       |
| 2002-2003 | 52 | 31 | 19 | 1 | 1   | 0   | 64  | 3e place, division est   | Défaite en demi-finale de division |
| 2001-2002 | 44 | 31 | 10 | 1 | 2   | 0   | 65  | 1e place, division est   | Défaite en demi-finale de division |